# Fairfield Challenger (1992-1993)
Il Fairfield Challenger è stato un torneo professionistico di tennis giocato su campi in cemento. Faceva parte dell'ATP Challenger Series. Si giocava annualmente a Fairfield negli Stati Uniti e si sono tenute le sole edizioni del 1992 e 1993..

## Albo d'oro

### Singolare
| Anno | Campione      | Finalista    | Punteggio     |
| ---- | ------------- | ------------ | ------------- |
| 1993 | Steve DeVries | Jared Palmer | 6–4, 4–6, 6–2 |
| 1992 | Jared Palmer  | Alex O'Brien | 7–6, 6–2      |

### Doppio
| Anno | Campioni                      | Finalisti                  | Punteggio |
| ---- | ----------------------------- | -------------------------- | --------- |
| 1993 | Alex O'Brien Jared Palmer (2) | Matt Lucena Brian MacPhie  | 6–3, 7–5  |
| 1992 | Jared Palmer (1) Jim Pugh     | Steve DeVries Ted Scherman | 6–4, 7–6  |